# Joseph Swensen
Pour les articles homonymes, voir Swensen.
Joseph Swensen (né en 1960 à Hoboken (New Jersey)) est un violoniste, chef d'orchestre et compositeur américain.

## Biographie
Né en 1960 à New York de parents d'origine norvégienne et japonaise, il vit entre Copenhague et les États-Unis.
Swensen a été chef principal invité et conseiller artistique de l'Orchestre de chambre de Paris entre 2009 et 2012. Il a également occupé le poste de chef d'orchestre à l'Opéra de Malmö (2008-2011), de l'Orchestre symphonique de Lahti et du BBC National Orchestra of Wales.
Il a été chef d'orchestre principal de Scottish Chamber Orchestra de 1996 à 2005 et en est maintenant le chef honoraire.
Il est professeur de violon à la Jacobs School of Music de l'Université de l'Indiana.
Succédant à Paul Daniel, qui était à ce poste entre 2013 et 2021, Joseph Swensen est nommé en mai 2023 directeur musical de l’Orchestre national Bordeaux Aquitaine (ONBA) à compter de la saison 2024/2025,.

## Compositions
- Seven Last Words pour ensemble de chambre (1996)
- Mantram pour orchestre à cordes et percussion (1998)
- Latif pour violoncelle solo et ensemble de chambre (1999)
- Shizue pour shakuhachi solo et orchestre (2001)
- Symphonie pour cor et orchestre, The Fire and the Rose (2008)

En 2007, il a orchestré le Trio, op.8 de Johannes Brahms sous le titre de Sinfonia in B.